# Ministerio de Universidades
El Ministerio de Universidades (MIU) fue un departamento ministerial del Gobierno de España que entre enero de 2020 y noviembre de 2023 asumió las competencias de este en relación con la enseñanza universitaria, incluyendo la representación y la participación en los organismos de la Unión Europea e internacionales de su competencia.
El departamento tuvo su sede en la Torre del Complejo Cuzco, compartiendo ubicación con el Ministerio de Asuntos Económicos y Transformación Digital, el Ministerio de Ciencia e Innovación y algunos servicios del Ministerio de Industria, Comercio y Turismo.
Durante los cuatro años en los que estuvo activo, tuvo dos titulares. El primero, en el cargo entre 2020 y 2021, fue Manuel Castells, ministro muy crítico con la existencia de este departamento desde su creación. Posteriormente, entre 2021 y 2023 Joan Subirats asumió la titularidad del ministerio.

## Historia

### Antecedentes
Durante la primera legislatura, con Adolfo Suárez como presidente del Gobierno, se creó un nuevo departamento ministerial denominado Ministerio de Universidades e Investigación. Este departamento agrupó dos grandes ámbitos competenciales: las universidades y la ciencia, por lo que, en realidad, es considerado el primer ministerio dedicado en exclusiva al ámbito científico que hubo en España.

### XIV legislatura
En 2020, el presidente del Gobierno, Pedro Sánchez, creó por primera vez en la historia de España un ministerio con responsabilidades únicas en universidades para dar cabida a nuevos ministros del gobierno de coalición que formó con Unidas Podemos. Lo hizo separando del Ministerio de Ciencia, Innovación y Universidades (2018-2020) las competencias en materia universitaria, una decisión criticada por los rectores universitarios españoles al considerarlo un «retroceso», así como por parte de la comunidad científica. Tampoco gustó al propio ministro de Universidades, Manuel Castells, que consideraba que ciencia y universidad tenían una «relación intrínseca y fundamental».
Durante la decimocuarta legislatura, el Gobierno contó con un departamento únicamente destinado a los estudios superiores, el Ministerio de Universidades. El primer titular de este Ministerio fue Manuel Castells, quien puso las bases de las dos principales leyes de la legislatura del ámbito universitario: una nueva ley universitaria que renovase la de 2001 y una ley de convivencia universitaria que derogase el Decreto de 1954.
En cuanto a la primera, el Consejo de Ministros dio luz verde al anteproyecto de Ley Orgánica del Sistema Universitario (LOSU) el 31 de agosto de 2021. Esta ley, que tiene como objetivo derogar la Ley Orgánica de Universidades (LOU) de 2001, introduce tres niveles de progresión en la carrera académica (incorporación, consolidación y promoción), modificaba la forma de contratar en el ámbito universitario y obligaba a reducir el personal temporal (no pudiendo superar el 20 %), a aumentar el profesorado funcionario mínimo del 51 % al 55 % y a que un 15 % de este profesorado esté doctorado. En cuanto al ámbito orgánico de las universidades, pretendía reformar el sistema de elección de los rectores con dos sistemas: uno de sufragio universal y directo entre los miembros de la comunidad universitaria y otro mediante un órgano electoral específico con miembros de dicha comunidad. La ley no gustó en la comunidad universitaria, que exigían cambios. Además, el cambio de ministro continuó retrasando el proyecto. En marzo de 2023, el Congreso aprobó definitivamente  la ley.
Tras ser investido presidente por tercera vez, Pedro Sánchez diseñó su nuevo gobierno de forma diferente, devolviendo las competencias sobre la educación universitaria al Ministerio de Ciencia, algo que se había pedido desde su creación y que los rectores universitarios celebraron.

## Estructura

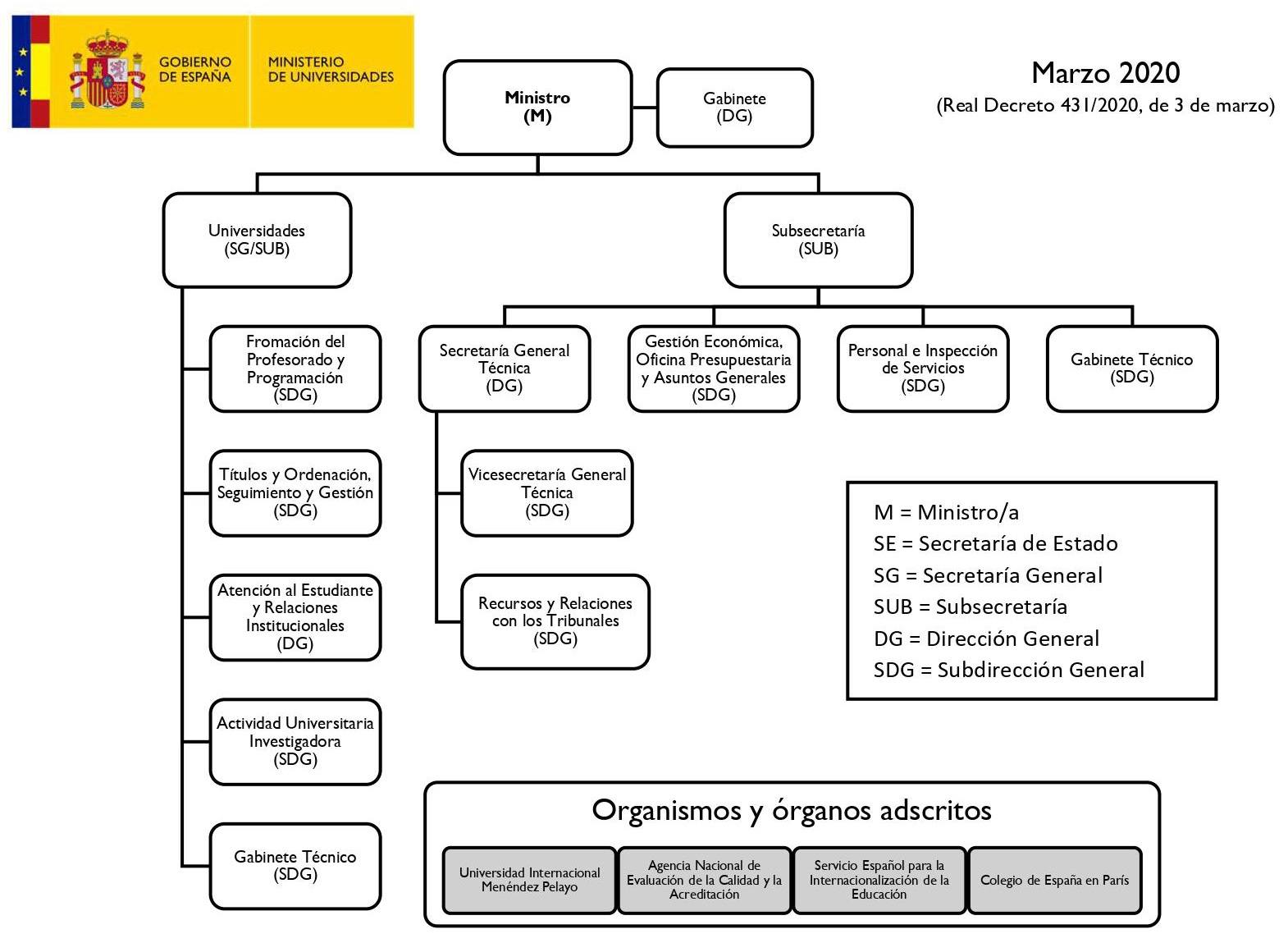
Organigrama del Ministerio hasta nivel de subdirección general. Marzo 2020.

El Departamento se estruturó como sigue:
- La Secretaría General de Universidades.
  - El Gabinete Técnico.
  - La Subdirección General de Formación del Profesorado Universitario y Programación.
  - La Subdirección General de Títulos y Ordenación, Seguimiento y Gestión de las Enseñanzas Universitarias.
  - La Subdirección General de Atención al Estudiante y Relaciones Institucionales.
  - La Subdirección General de Actividad Universitaria Investigadora.
- La Subsecretaría de Universidades.
  - La Secretaría General Técnica.
  - El Gabinete Técnico.
  - La Subdirección General de Gestión Económica, Oficina Presupuestaria y Asuntos Generales.
  - La Subdirección General de Personal e Inspección de Servicios.

Como órgano de apoyo político y técnico a la persona titular del Ministerio existía un Gabinete, con nivel orgánico de Dirección General.

### Organismos adscritos
Del Ministerio dependieron los siguientes órganos y organismos, los cuales estaban adscritos a través de la Secretaría General:
- El Consejo de Universidades.
- La Conferencia General de Política Universitaria.
- El Consejo de Estudiantes Universitario del Estado.
- El Colegio de España en París.
- La Universidad Internacional Menéndez Pelayo.
- La Universidad Nacional de Educación a Distancia.
- La Agencia Nacional de Evaluación de la Calidad y Acreditación.
- El Servicio Español para la Internacionalización de la Educación.

## Plan de digitalización: Unidigital
Entre las medidas más importantes adoptadas por el ministerio estuvo el plan de digitalización de las universidades, denominado Unidigital, con un presupuesto de 142 millones de euros. El plan pretendió la transformación de todas las esferas de la vida universitaria y el establecimiento de las líneas directrices para la universidad en el futuro. El plan Unidigital se diseñó coordinadamente por el Ministerio de Universidades, el Ministerio de Asuntos Económicos y Transformación Digital y la Conferencia de Rectores de las Universidades españolas (CRUE) mediante su sectorial TIC.
El plan preveía el establecimiento de la red de fibra óptica de 100 gigas en todos los campus de universidades públicas españolas. Otra de las novedades sería el impulso a las infraestructuras y los recursos (materiales y humanos) para apoyar el equipamiento tecnológico/digital y la transformación de la gestión.
La presencialidad seguiría siendo la forma de aprendizaje prioritaria, pero a través de las nuevas tecnologías y los soportes digitales se fomentaría la interconectividad en la enseñanza y el aprendizaje cooperativo.
El plan cuenta contó con cuatro líneas estratégicas: proyectos de infraestructuras y servicios TIC; proyectos de desarrollo de software; medidas de apoyo, ayudas e incentivos a la digitalización y la docencia; y medidas estratégicas y de coordinación.

## Titulares
| Imagen | Nombre                    | Mandato                 | Mandato                 | Mandato          | Partido | Partido           | Presidente del Gobierno | Presidente del Gobierno      | Monarca                   | Ref.          |
| Imagen | Nombre                    | Nombramiento            | Cese                    | Duración         | Partido | Partido           | Presidente del Gobierno | Presidente del Gobierno      | Monarca                   | Ref.          |
| ------ | ------------------------- | ----------------------- | ----------------------- | ---------------- | ------- | ----------------- | ----------------------- | ---------------------------- | ------------------------- | ------------- |
|        | Manuel Castells (n. 1942) | 13 de enero de 2020     | 20 de diciembre de 2021 | 1 año y 341 días |         | Independiente     |                         | Pedro Sánchez (2018-present) | Felipe VI (2014-presente) | [ 21 ] [ 22 ] |
|        | Joan Subirats (n. 1951)   | 20 de diciembre de 2021 | 21 de noviembre de 2023 | 1 año y 336 días |         | Catalunya en Comú | [ 23 ] [ 24 ]           | Pedro Sánchez (2018-present) | Felipe VI (2014-presente) |               |

## Presupuesto
En su último ejercicio presupuestario, 2023, el Departamento de Universidades tuvo un presupuesto consolidado de 474,6 millones de euros.
De los ocho programas que tenía la Sección 33 (Ministerio de Universidades) del presupuesto, destacaban los programas 322C «Enseñanzas universitarias», dotado con más de 146,3 millones de euros y 463A «Investigación científica», con 131,5 millones. Asimismo, el Programa 46UE «C21.I05 Mejora de infraestructuras digitales, el equipamiento, las tecnologías, la docencia y la evaluación digitales universitarios», que eran fondos provenientes del Mecanismo Europeo de Recuperación y Resiliencia, estuvo dotado con 120,5 millones.

### Evolución
| Gasto consolidado del Ministerio de Universidades entre 2020 y 2023 (en millones de euros) |
|                                                                                            |
| Fuente: Presupuestos Generales del Estado. Ministerio de Hacienda.                         |

### Auditoría
Las cuentas del Ministerio, así como de sus organismos adscritos, eran auditadas de forma interna por la Intervención General de la Administración del Estado (IGAE), a través de una Intervención Delegada en el propio Departamento. De forma externa, es el Tribunal de Cuentas era responsable de auditar el gasto.

## Críticas
Las primeras críticas hacia este Departamento ministerial aparecieron en enero de 2020, cuando se hizo pública la intención del presidente del Gobierno, Pedro Sánchez, de desligar las competencias universitarias de las de ciencia. Para los rectores de las universidades españolas esto era un «retroceso», idea que compartió también parte de la comunidad científica. También se criticó que era un departamento sin apenas competencias, debido a la autonomía universitaria y la asunción de ciertas competencias universitarias por parte de las comunidades autónomas. Su primer titular, Manuel Castells, fue una de las principales voces en contra de la existencia del departamento, al considerar que ciencia y universidad tenían una «relación intrínseca y fundamental».
A raíz de la pandemia de COVID-19, surgieron nuevas críticas a la existencia de este Ministerio y al propio titular de éste, Manuel Castells, debido a la falta de liderazgo e iniciativa por parte del ministro en relación con las medidas que debían adoptar las universidades para volver a dar clases de forma segura, llegando a ser acusado de estar «desaparecido» en mitad de la crisis. En sus primeros ocho meses al frente del Ministerio, solo participó en una rueda de prensa, en abril de 2020. El ministro se defendió de estas acusaciones diciendo que se trataba de una «leyenda urbana» y que, aunque no salía en los medios, no había dejado de trabajar.
También fue fuertemente criticado a raíz de las demoras y trabas, en los procesos de homologación y equivalencia que son parte de su área de competencia. Llegando a ser dichas cuestiones tildadas de «racismo institucional» por el Movimiento de Psicólogas y Psicólogos Migrantes, afirmándose que la discrecionalidad de sus funcionarios se ponía al servicio de discriminar a los profesionales migrantes. El 28 de enero de 2022, distintos profesionales de la Odontología, Psicología, Enfermería, Ingeniería, y Medicina, realizaron una manifestación a las puertas del propio ministerio. La falta de respuesta del Ministro de Universidades, Joan Subirats, ante esa manifestación, seguida de sus declaraciones públicas en el Senado y el Congreso de los Diputados, culminaron en la publicación de una fuerte denuncia respecto a la situación del ministerio por parte del Frente Interprofesional Migrante.